# Kiemhuis (Frederiksoord)
Het Kiemhuis in Frederiksoord werd gebouwd in 1941 ten behoeve van de aardappelteelt.
De opdrachtgever voor de bouw van het Kiemhuis was de Coöperatieve Vereniging Kiemhuis. Mede-aandeelhouder in het Kiemhuis was de Maatschappij van Weldadigheid. Het gebouw werd gebruikt voor de opslag van pootaardappels. De boeren die lid waren van de coöperatie konden hun aardappelen in de winter opslaan, zodat de aardappels in het voorjaar ontkiemden. Door de condities voor het kiemproces te optimaliseren werd getracht de opbrengst van de aardappelteelt te vergroten.
In 1991 werd het gebouw overgedragen aan de Maatschappij van Weldadigheid. Het gebouw had zijn oorspronkelijk functie verloren en werd onder meer gebruikt voor de opslag van materialen ten behoeve van het jaarlijkse Floralia-corso van Frederiksoord in september.
Het Kiemhuis is in 1996/'97 erkend als rijksmonument en ligt pal achter een ander rijksmonument, de Hoeve Koning Willem III. Beiden maken sinds de 21e eeuw deel uit van een beschermd dorpsgezicht: het Rijksbeschermd gezicht Frederiksoord-Wilhelminaoord.
Na een verbouwing in 2011, wordt het Kiemhuis sinds 2012 gebruikt als zorgboerderij, beheerd door het Buro Ecolan uit Nieuwe Pekela.